# Seznam hrvaških skladateljev
Seznam hrvaških skladateljev.

## A
- Albini, Srećko
- Valerijan Antunović
- Gjuro Arnold
- Tihomir Pop Asanović

## B
- Andrej Babić
- Hugo Badalić
- Badurina, Ivica
- Bajamonti, Julije
- Jovan Bandur (hrv.-srb.)
- Baranović, Krešimir
- Ivica Bašić
- Bersa, Blagoje
- Bjelinski, Bruno
- Bobić, Davor
- Bombardelli, Silvije
- Aleksandar (Šandor) Bosiljevac
- Bosner, Radan
- Božičević, Ivan
- Mihovil (Mićo) Brajević
- Ćiril Brajša
- Martko Brajša Rašan (1859-1934)
- Brkanović, Ivan
- Željko Brkanović
- Marijan Brkić - Brk (*1962), kitarist, aranžer...
- Vilim Gustav Brož
- Bruči, Rudolf
- Aleksandar Bubanović
- Miro Buljan
- Burić, Marijan

## C
- Josip Canić
- Blanka Chudoba
- Cipra, Milo
- Cossetto, Emil
- Josip Cvitanović?

## Č
- Franjo Ksaver Čačković-Vrhovinski
- Čaklec, Vilibald
- Zlatko Černjul
- Čižek, Ivo

## D
- Dedić, Arsen
- Ivo Dedić
- Dedić, Matija
- Ivan Degrel
- Marko Demicheli
- Miho Demović
- Pavle Dešpalj
- Detoni, Dubravko
- Devčić, Natko
- Dobronić, Antun
- Milan (Mišo) Doležal
- Marijan Domić (jazz)
- Drakulić, Sanja
- Dugan, Franjo
- Dujmić, Rajko
- Dragiša Dukić

## F
- Faller, Nikola
- Anđelko Fazinić
- Ladislav Fidri (Fidry) (jazz)
- Dinko Fio
- Josip Florschütz?
- Foretić, Silvio (Silverij)
- Neven Frangeš (jazz)
- Krešimir Fribec
- Nikola Furlanić

## G
- Bogdan Gagić
- Gotovac, Jakov
- Gotovac, Pero
- Nenad Grčević
- Miroslav (Sjepan) Grđan
- Grgošević, Zlatko

## H
- Hadrović, Stjepan
- Haller, Roberto
- Hasanefendić, Husein
- Hatze, Josip
- Oton Hauska (Otto Hauška) (1809 - 1868)
- Hercigonja, Nikola (1911 - 2000)
- Robert Herzl (1913-41)
- Bojan Hohnjec (1922–2007) (jazz-glasbenik, skladatelj in aranžer)
- Honsa, Dragutin (Karel Honza)
- Horvat, Stanko
- Jasenko Houra - Jajo
- Tonči Huljić

## I
- Ivčić, Tomislav
- Matija Ivšić

## J
- Jarnović, Ivan Mane
- Jelavić, Matko
- Jelić, Vinko
- Vinko Jeličić (Vinzenz Jeletschitsch, Jelich)
- Jergan Botunac, Tatjana
- Junek, Ćiril
- Juranić, Zoran
- Juratović, Josip
- Jusić, Đelo

## K
- Fedor Kabalin
- Kabiljo, Alfi (Alfons)
- Kabiljo, Ilan
- Davor Kajfeš
- Kalčić, Josip (slov.-hrv.-srb.)
- Kalogjera, Nikica; Stipica (Stjepan)Kalogjera (1934-2025)
- Kaplan, Josip
- Karas, Vjekoslav
- Kelemen, Milko
- Kempf, Davorin
- Kinel, Mario
- Kirigin, Ivo
- Klobučar, Anđelko
- Štefan Kočiš
- Pajo Kolarić
- Kamilo Kolb
- Milivoj Koludrović
- Vojin Komadina (BIH)
- Ante Kopitović
- Fedor (Silvin) Kopsa
- Ivo (Ivica) Körbler
- Milivoj Körbler
- Zdravko Korpar
- Vladimir Kos
- Mirko Kovačec
- Krajač, Ivica
- Darko Kraljić (1920–1998) hrv.-srbski
- Kranjčević, Vladimir
- Karlo Kraus
- Kraus Rajterić, Vladimir
- Zvonimir (Zvonko) Krkljuš (1921-2001)
- Kuljerić, Igor
- Kunc, Božidar
- Vinko Kuničić
- Kuntarić, Ljubo(slav)

## L
- Lang, Ivana
- Lazić, Dejan
- Ladislav Leško
- Milan Lentić
- Lhotka, Fran
- Lhotka Kalinski, Ivo
- Lisinski, Vatroslav
- Livadić, Ferdo
- Franjo Lučić
- Lukačić, Ivan

## M
- Franjo Maćejovski (Maciejovski, Matějovský; František)
- Miroslav Magdalenić
- Josip Magdić
- Mijo Majer
- Milan Majer (Mayer) (1895 - 1967)
- Marijan Makar
- Malec, Ivo (1925 - 2019) (hrv. - francoski)
- Mandić, Josip (1883 - 1959)
- Marić, Julio
- Marjanović, Marjan (ps. Marjan Maić)
- Marković, Adalbert
- Marković, Vilim
- Marković, Zvonimir
- Matačić, Lovro von
- Matetić-Ronjgov, Ivan
- Matz, Rudolf
- Mario "Božo" Mavrin
- Matej Meštrović
- Branko Mihaljević
- Mario Mihaljević
- Mihaljinec, Stjepan
- Miroslav Miletić
- Milotti, Nello
- Mitrović, Andro
- Mohaček, Božidar
- Mottl, Maks
- Muhvić, Ivan

## N
- Novak, Vilko
- Novković, Đorđe

## O
- Krešimir (Krešo) Oblak
- Obrovac, Tamara
- Odak, Krsto
- Okmaca, Branko

## P
- Paljetak, Vlaho
- Papandopulo, Boris
- Parać, Ivo
- Parać, Frano
- Ante Pecotić
- Pejačević, Dora
- Pettan, Hubert
- Petrović, Žarko
- Pibernik, Zlatko
- Pintarić, Fortunat
- Plamenac, Dragan
- Pomykalo, Ferdo
- Božo Potočnik
- Zlatko Potočnik
- Prašelj, Dušan
- Prohaska, Miljenko

## R
- Radica, Ruben
- Matetić Ronjgov, Ivan
- Raha, Josef
- Cvjetko Rihtman
- Vjekoslav Rosenberg Ružić
- Josip Runjanin
- Zdenko Runjić
- Ruždjak, Marko

## S
- Sakač, Branimir (1919-1979)
- Savin, Dragutin
- Tomica Simović (1931-2014) (jazz, zabavna glasba...)
- Skjavetić, Julije
- Sorkočević, Antun
- Sorkočević, Luka
- Zvonko Spišić
- Stamać, Ivica & Šime
- Stančić, Svetislav
- Elvis Stanić
- Stefanutti, David
- Stublić, Jura

## Š
- Šafranek-Kavić, Lujo
- Šipuš, Berislav
- Širola, Božidar
- Šlik, Miroslav
- Štolcer-Slavenski, Josip
- Šulek, Stjepan
- Švarc, Rikard

## T
- Taclik, Rudolf
- Tijardović, Ivo
- Tolja, Davor

## U
- Ulrich, Boris

## V
- Josip Vrhovski
- Alfons Vučer

## Z
- Zagorac, Andrija
- Zajc, Ivan pl.

## Ž
- Lovro Županović